# Waldaschaffer Forst

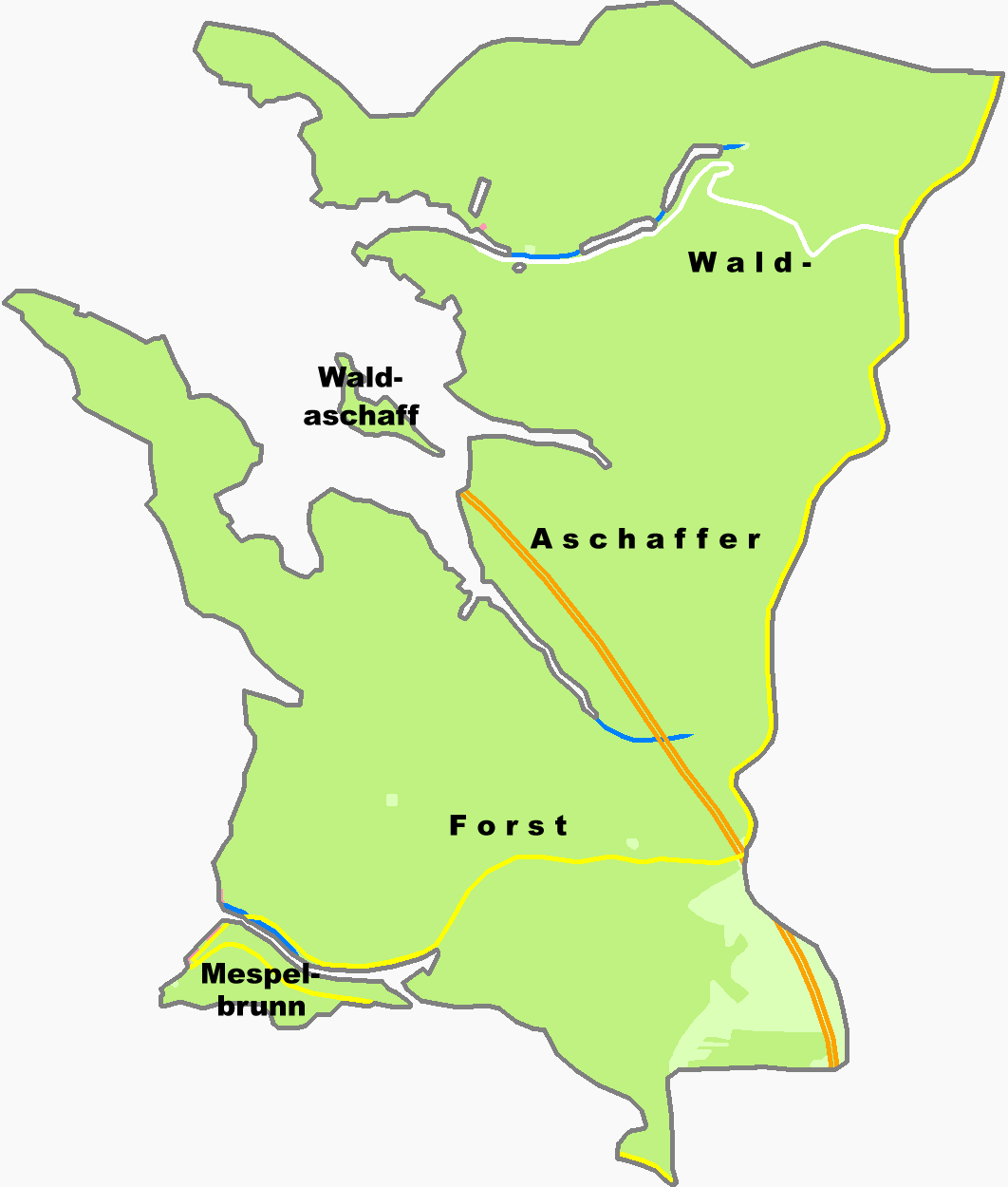
Gemeindefreies Gebiet Waldaschaffer Forst mit den gemeindefreien Gemarkungen Waldaschaff, Mespelbrunn, und Waldaschaffer Forst

Der Waldaschaffer Forst ist ein 23,11 km² großes gemeindefreies Gebiet im Landkreis Aschaffenburg im bayerischen Spessart. Es ist komplett bewaldet.

## Geographie

### Lage
Der Forst liegt östlich der namensgebenden Gemeinde Waldaschaff. Die höchste Erhebung ist der Steinberg mit 483 m ü. NN. Die drei Gemarkungen im Waldaschaffer Forst tragen die Namen Waldaschaff, Mespelbrunn und Waldaschaffer Forst. Beide Erstgenannten haben nichts mit den gleichnamigen Gemeinden zu tun. Es sind Exklaven des gemeindefreien Gebietes. Die Gemarkung Waldaschaff ist der Berg Kauppen an der Kauppenbrücke bei Waldaschaff und die Gemarkung Mespelbrunn ein Gebiet östlich von Hessenthal.

### Nachbargemeinden
| Gemeinde Waldaschaff | Forst Hain im Spessart (Gemeindefreies Gebiet) |                                                                     |
| Gemeinde Bessenbach  | Kompassrose, die auf Nachbargemeinden zeigt    | Rothenbucher Forst (Gemeindefreies Gebiet)                          |
|                      | Gemeinde Mespelbrunn                           | Gemeinde Weibersbrunn und Rohrbrunner Forst (Gemeindefreies Gebiet) |

## Kultur und Sehenswürdigkeiten

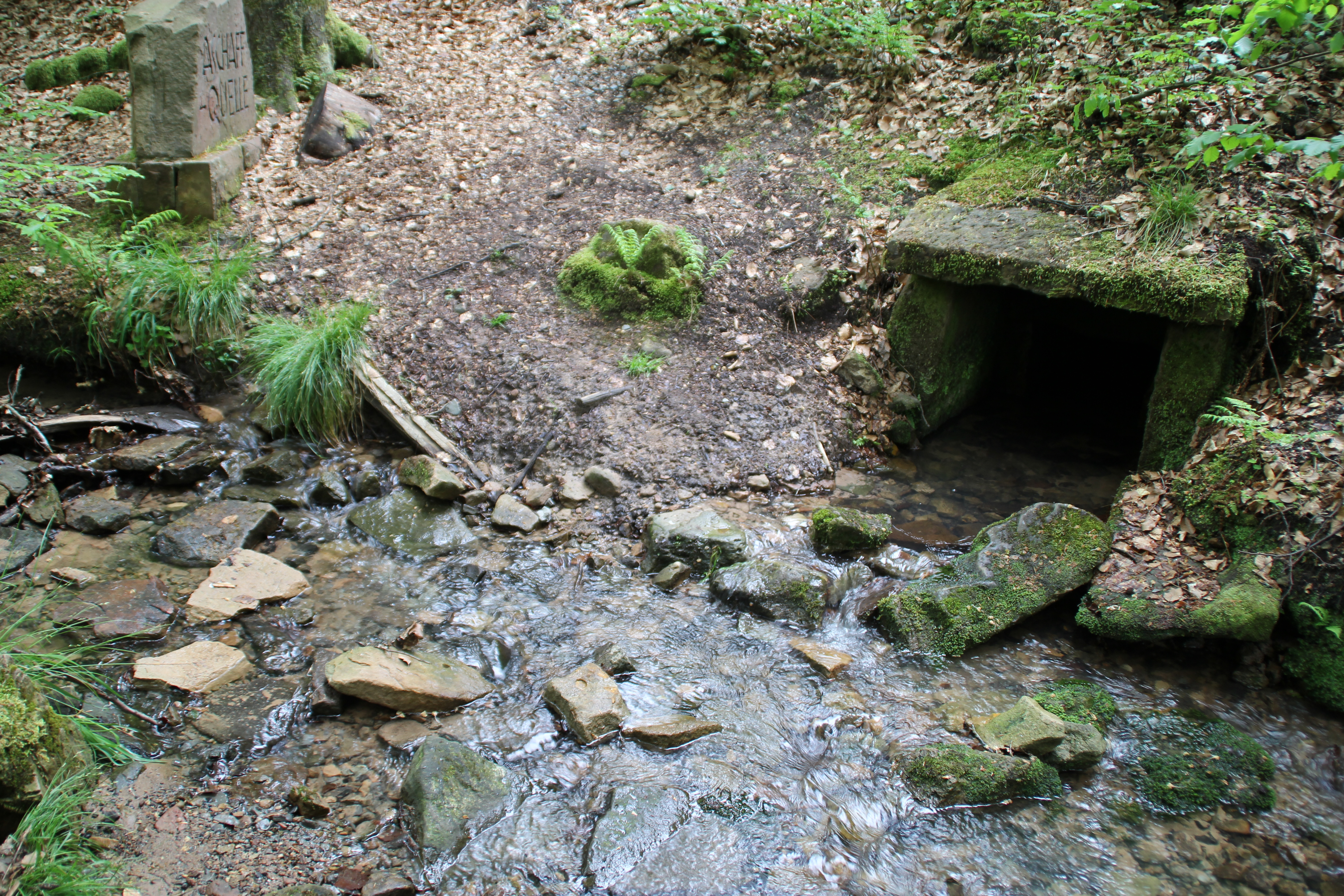
Aschaffquelle

- Im Osten des gemeindefreien Gebietes liegt die Aschaffquelle, der Ursprung des Flusses Aschaff.
- Zu den Baudenkmälern im Waldaschaffer Forst zählen der Triftdamm und ein in dessen Nähe stehendes Gedenkkreuz.

## Naturschutz
Auf dem Gebiet des Waldaschaffer Forstes liegt teilweise das Naturschutzgebiet Naturwaldreservat Kreuzbuckel (NSG-00597.01).

## Verkehr
Durch den Waldaschaffer Forst verlaufen die Bundesautobahn 3, die Staatsstraßen 2308 und 2312 (ehem. Bundesstraße 8) sowie die Kreisstraßen AB 4 und AB 5.